# Владимир Аксьонов
Влади́мир Ви́кторович Аксьонов (на руски: Влади́мир Ви́кторович Аксёнов) е 36-ят летец-космонавт на СССР, бординженер на космическите кораби „Союз-22“ и „Союз Т-2“, 2 пъти „Герой на Съветския съюз“.

## Биография
Роден е в с. Гиблици, Московска област (днес в Рязанска област) на 1 февруари 1935 г.
Завършва Митишчинския хмашиностроителен техникум (1953), учи във военна авиационна школа за първоначално обучение в Кременчуг (1953 – 1956) и в Чугуевското военно-авиационо училище за летци (1955 – 1956), откъдето е демобилизиран поради съкращение във Въоръжените сили на СССР. Завършва по-късно и Всесъюзния задочен политехнически институт през 1963 г.
Работи в конструкторско бюро от 1957 г. Взема участие в разработката и изпитанията на космически кораби „Восток“, „Восход“, „Союз“ и орбитална станция „Салют“.
Избран е и постъпва в Отряда на космонавтите през март 1973 г.

## Космически полети
15 – 23 септември 1976 г. В. Аксьонов заедно с Валери Биковски извършва своя първи полет като бординженер „Союз-22“ с продължителност 7 денонощия, 21 часа, 52 минути и 17 секунди. Полетът е извършен по програмата за сътрудничество на социалистическите страни в областта на изследването и използването на космоса за мирни цели.
Втория си космически полет В. Аксьонов извършва от 5 до 9 юни 1980 г. заедно с Юрий Малишев, отново като бординженер, на космическия кораб „Союз Т-2“. Направено е скачване на кораба с орбиталния научноизследователски комплекс „Салют-6“ — „Союз-36“, на който работи екипажът на основната експедиция в състав: Леонид Попов и Валерий Рюмин. Продължителността на полета е 3 денонощия, 22 часа, 19 минути и 30 секунди. Основната задача е провеждане на първи изпитания в пилотиран режим на новия, усъвършенствания транспортен космически кораб тип „Союз Т“, предназначен да замени космическия кораб тип „Союз“.

## Награди
- 2 пъти „Герой на Съветския съюз“ (1976, 1980)
- 2 ордена „Ленин“ (1976, 1980)
- орден „Карл Маркс“ (ГДР, 1976)
- златен медал „За заслуги пред науката и човечеството“ (ЧССР)
- „Заслужил майстор на спорта на СССР“
- „Почетен гражданин“ на градовете Гагарин, Зея, Калуга, Касимов, Корольов, Митишчи, Рязан, Байконур, Жезказган и на окръг Джеферсън (щата Кентъки).